# أند إستراتيجي
أند إستراتيجي هي وحدة الأعمال الاستشارية الإستراتيجية لشركة برايس ووتر هاوس كوبرز (PwC) ، إحدى أكبر أربع شركات للخدمات المهنية. أسسها إدوين جي بوز كخدمة أبحاث أعمال في شيكاغو عام 1914 ، خضعت الشركة للعديد من التغييرات في الاسم قبل الاستقرار في بوز ألن هاميلتون في عام 1943.  في عام 2008 ، انفصلت عن بوذ ألين هاميلتون باسم بوذ & الشركة ، وفي عام 2013 استحوذت عليها بي دبليو سي ، وهي أكبر عملية استحواذ استشارية في تاريخ الشركة.  تطلب العقد من شركة برايس ووترهاوس كوبرز إسقاط اسم بوز ، وأصبحت الوحدة تُعرف باسم الإستراتيجية في عام 2014.  في وقت الاستحواذ ، كان لدى الشركة أكثر من 80 مكتبًا في 41 دولة.
حازت شركة أند إستراتيجي باستمرار على أعلى المراكز بين تصنيفات شركات الاستشارات الإدارية العالمية ال 50، مثل فاولتس للإستشارات .
وفقًا لـ جلاس دور ، فهي ثاني أعلى شركة أجورًا للموظفين في الولايات المتحدة اعتبارًا من أبريل 2017. 